# Aphodius paraguayanus
Aphodius paraguayanus is een keversoort uit de familie bladsprietkevers (Scarabaeidae). De wetenschappelijke naam van de soort is voor het eerst geldig gepubliceerd in 1963 door Balthasar.